# Fv4004

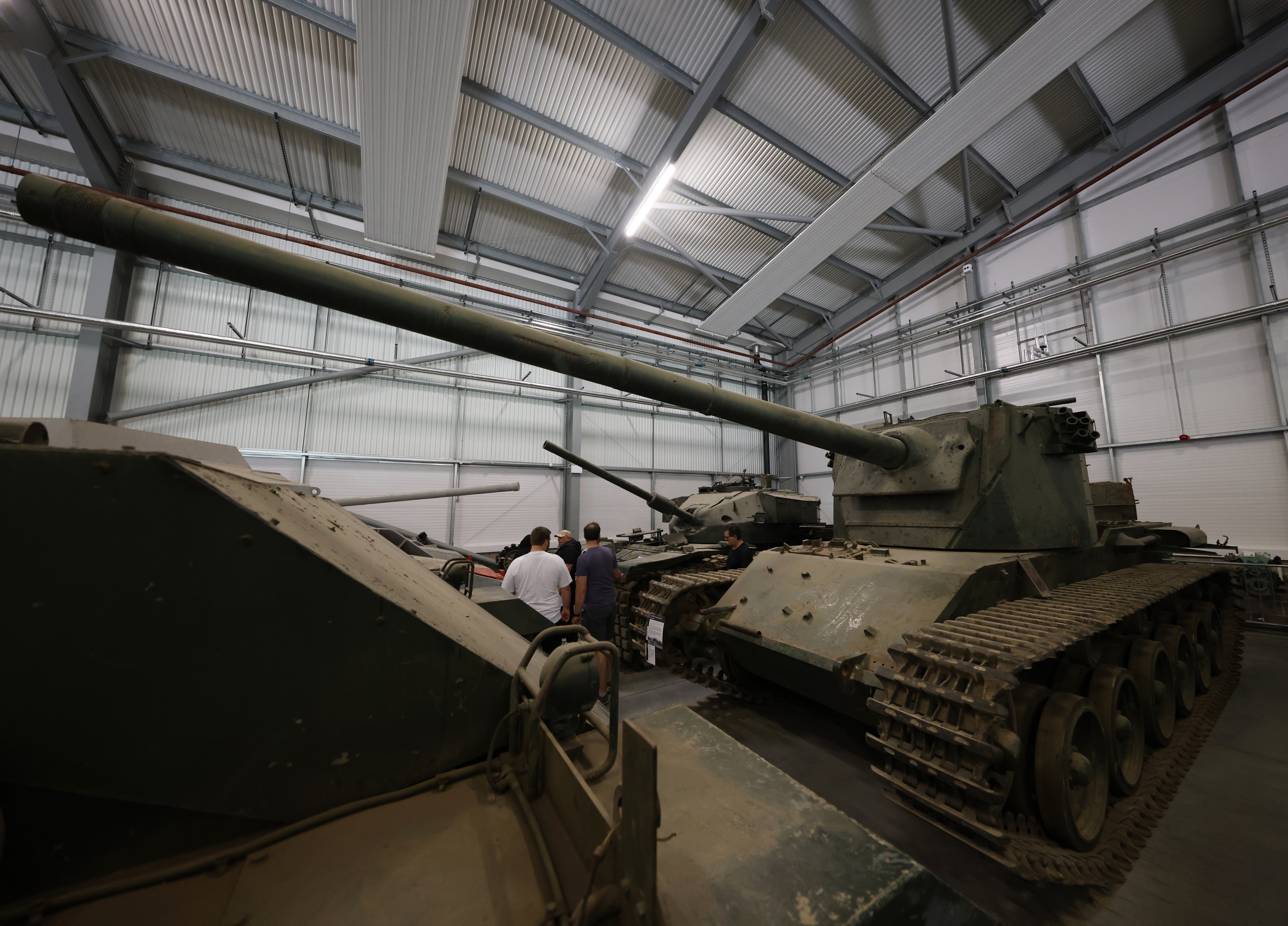
FV4004 反戰車自走砲

FV4004 康威 ( 英文: FV4004 Conway )是一款英國於冷戰時期研發的一款反戰車自走砲。

## 簡介
FV4004 康威是由百夫長Mark 3的底盤改裝而來，配備一門皇家兵工廠生產的L1A2 120mm線膛砲，用於對付冷戰初期的蘇聯重型戰車。

## 武裝
FV4004 康威配備的L1A2 120mm線膛砲可發射脫殼穿甲彈(APDS)以及黏著榴彈(HESH)，另外在主砲左側還搭載一門L3A1輕機槍用於測距。

## 歷史
二戰結束後，由於蘇聯向西方展現了IS-3重型坦克，迫使西方國家開始研發新一代的戰車來應付之後有可能發生的戰爭。但到了1950年，由於英國的征服者重型戰車尚未研發完成，使得英國利用百夫長Mark 3的底盤設計出FV4004康威反戰車自走砲來增加陸軍的反裝甲力量，雖然最後取消了該計畫，但也為後來的FV4005提供了經驗。

## 外部來源
FV4004 – Tank, Heavy Gun, 120 mm Gun, Conway （页面存档备份，存于）